# Saloba
Saloba est une commune du Mali, dans le cercle de Macina et la région de Ségou.